# Гамбург-Бармбек-Норд
Бармбек-Норд (нім. Barmbek-Nord) — частина району Гамбург-Північ вільного та ганзейського міста Гамбург. До 1951 року разом з Бармбек-Зюд та Дульсберг місцевість утворювала район Бармбек.